# Posłaniec szczęścia
Posłaniec szczęścia (hiszp. El niño que vino del mar) – meksykańska telenowela z 1999 roku.

## Wersja polska
W Polsce telenowela była emitowana w Telewizji Polsat od 14 stycznia 2000 do 26 maja 2000. Opracowaniem wersji polskiej zajęło się Studio Publishing. Autorką tekstu była Małgorzata Samborska. Lektorem serialu był Jacek Brzostyński.

## Fabuła
Z katastrofy statku cudem ratuje się chłopiec o imieniu Felipin. Ląduje na plaży, na którą wyrzuca go morze i zostaje przygarnięty w domu Nisy (Natalia Esperon). Kiedy odzyskuje przytomność nie pamięta jak tu trafił. Po kilku dniach bohater zapoznaje się z dziećmi w wiosce i traktuje ich jak rodzeństwo.
Tymczasem jego matka Magdalena de la Soledad traci pamięć. Przygarnia ją lichwiarka Alberta. Zabiera ją do swego domu i tam więzi. Dowiedziawszy się, że Magdalena jest żoną właściciela rezydencji w tej wiosce, wmawia jej, że popełniła morderstwo i zabrania jej wychodzenia z domu…

## Obsada
- Imanol Landeta - Felipín Rodríguez Cáceres de Rivera
- Natalia Esperón - Nisa Caridad Olmos
- Enrique Ibáñez - Eduardo Cáceres de Rivera
- Saúl Lisazo - Don Alfonso Rodríguez Cáceres de Rivera "Duque de Oriol"
- Patricia Reyes Spíndola - Alberta Gómez
- Yadhira Carrillo - Magdalena de la Soledad / Sol / Lena / Morena
- Renée Varsi -  María Constanza Fernández Montero
- Manuel Landeta - Carlos Criail
- Sussan Taunton - Srta. Bernardette Guyón
- Orlando Miguel - Enrique Rodríguez Cáceres de Rivera
- Luz María Aguilar - Sophia Rodríguez Cáceres de Rivera
- Rolando Brito - Nazario
- Joana Brito - Rancha
- Irma Lozano - Tía Pilar Serrano
- Sergio Ramos "El Comanche" - Omobono Tabonar "Chirimbolo"
- Luz Elena González - Jacinta
- Rafael del Villar - Marco
- Vanessa Angers - Alina
- Dacia Arcaráz - Remedios
- Emilia Carranza - Regina
- Yousi Díaz - Melda
- Edder Eloriaga - Casimiro
- Oscar Eugenio - Blasito
- Dacia González - Catalina Ortiz
- Benjamín Islas - Pedro
- Julio Mannino - Dr. Juan Manuel Ríos
- Alejandro Ruiz - Martín Morales
- Xavier Marc - Dr. Agustín Ortiz
- Iliana Montserrat - Biri
- Benjamín Rivero - Fabián
- Oscar Traven - Mr. Richardson
- María Marcela - Lala
- Nancy Montserrat Patiño - Mariali
- Charly Santana - Juan Simón
- Rocío Gallardo - Gloria
- Estrella Lugo - Nely
- Oscar Morelli - Capitán del barco.
- Anna Sobero - Dora Luz
- Héctor Cruz - Valentín
- Mario Moreno del Moral - Miguelito
- Marcia Coutiño - Loretito